# MGM-5 Corporal

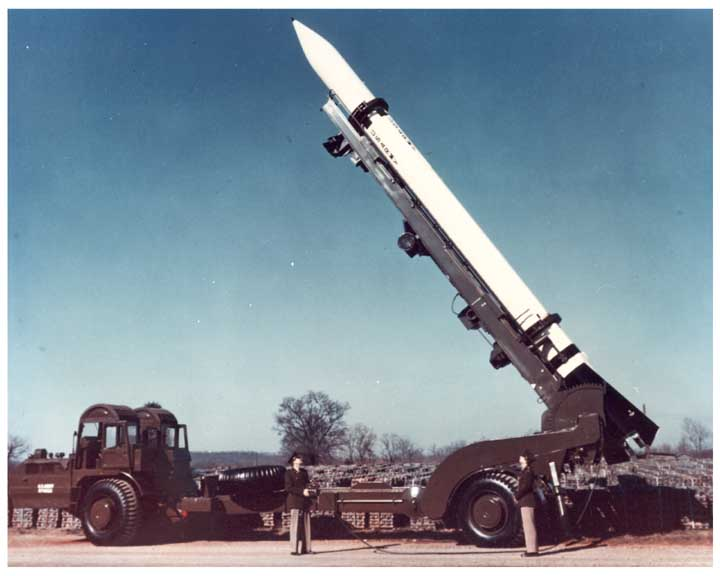
rakieta Corporal

M-2 Corporal (SSM-A-17) – amerykańska rakieta krótkiego zasięgu

## Historia
20 listopada 1943 roku Laboratorium Napędu odrzutowego (Jet Propulsion Laboratory/JPL) działające przy Politechnice Kalifornijskiej (California Institute of Technology) zaproponowało wojsku zbudowanie małej, czterostopniowej rakiety klasy ziemia-ziemia o zasięgu ok. 125 km. Propozycja została odrzucona, jako że znano już osiągnięcia rakiety V-1 będącej w istocie uskrzydlonym pociskiem, a której zasięg był większy a konstrukcja - o wiele prostsza. JPL niezniechęcone porażką w czerwcu 1944 roku przedstawiło kolejny projekt rakiety nazwany Colonel ("Pułkownik") o zasięgu ok. 250 km. Projekt został zaakceptowany przez US Army i otrzymał kodową nazwę Galcit. W celu przetestowania możliwości silnika rakietowego na stały materiał pędny, zbudowano małą, ważącą zaledwie 240 kg rakietę Private ("Szeregowiec"). Po zakończeniu II wojny światowej US Army  w pełni poznała i przetestowała możliwości rakiet V-1 i V-2. Wyniki prób z rakietami pochodzącymi z hitlerowskich Niemiec jak i własne doświadczenia na tym polu pozwoliły opracować kolejny projekt rakiety nazwanej Corporal ("Kapral"). Rakieta Corporal otrzymała kadłub rakiety Private i silnik na ciekły materiał pędny wzorowany na silnikach rakiet V-2; w owych czasach silniki takie były znacznie efektywniejsze niż silniki na stały materiał pędny choć jednocześnie były dużo trudniejsze w obsłudze.
Pierwsze odpalenie nowej rakiet miało miejsce 22 maja 1947 roku i przebiegło pomyślnie, rakieta przeleciała 105 km i upadła o mniej niż 1 km od wyznaczonego celu. Jednak kolejne starty kończyły się eksplozjami pocisków w locie. Zaowocowało to zaprojektowaniem nowego silnika (nadal na ciekły materiał pędny) a pierwszy start rakiety z nową jednostką napędową odbył się 7 czerwca 1949 roku. W latach 1950–1951 dokonano następnych dziesięciu udanych startów zmodernizowanego Corporala. Ostatni próbny start odbył się 10 października 1951 roku. US Army uznała, że rakieta nadaje się do produkcji seryjnej i nadała jej oznaczenia SSM-A-17, pozostając przy nazwie Corporal.
Zakładami przemysłowymi, które podjęły się produkcji seryjnej rakiety była fabryka opon samochodowych Firestone Tire and Rubber Co. Pierwsze seryjne rakiety zaczęły opuszczać fabrykę w maju 1952 roku a pierwsze odpalenia seryjnej rakiety odbyło się w sierpniu tego samego roku. Pocisk Corporal był jednostopniową rakietą napędzaną silnikiem na ciekły materiał pędny, który dawał ciąg ok. 88 kN, o zasięgu max. 120 km. Minimalna odległość strzału wynosiła 47 km. Pocisk mógł być uzbrojony w głowicę konwencjonalną o masie 680 kg lub atomową W-7 o mocy 20 kt. Do kierowania pociskiem wykorzystywano układ radiokomendowy z radiolokacyjnym śledzeniem rakiety na jej aktywnym torze lotu. Układ ten był bardzo podatny na zakłócenia przez przeciwnika.
W lutym 1955 roku do Europy trafił pierwszy sformowany dywizjon rakiet Corporal. W 1956 roku do uzbrojenia weszły zmodernizowane rakiety Corporal Type II, które charakteryzowały się wzrostem średniej niezawodności z 50% do ponad 60%. Rakiety modernizowano jeszcze dwukrotnie, pierwszy raz w 1957 roku Corporal Type IIA i w 1959 roku Corporal Type IIB. W 1962 roku w ramach ujednolicania oznaczeń uzbrojenia wprowadzono nazwę Corporal M-2. W 1964 roku pocisk Corporal przestał być stosowany, jako powody tak krótkiej kariery rakiety w US Army można uznać bardzo skomplikowaną i kłopotliwą obsługę rakiet na ciekły materiał pędny, podatność na zakłócenia toru lotu rakiety, a tym samym jej celność oraz długi czas przygotowania pocisku do odpalenia trwający 9 godzin.